# Epinephelus maculatus
El mero de aleta alta, bacalao de aleta negra, bacalao de roca con manchas marrones, bacalao de roca jaspeado o mero moteado (Epinephelus maculatus) es una especie de peces de la familia Serranidae en el orden de los Perciformes.

## Morfología
Los machos pueden llegar alcanzar los 60,5 cm de longitud total.

## Distribución geográfica
Epinephelus maculatus se encuentra en el océano Índico oriental y el océano Pacífico occidental. Su área de distribución se extiende desde las Islas Cocos (Keeling) al este hasta Micronesia y Samoa, al sur hasta Australia y al norte hasta las islas Ryukyu y Ogasawara de Japón. En Australia se encuentra alrededor de los arrecifes costeros de Australia Occidental, el arrecife Ashmore en el mar de Timor y la isla Lord Howe en el mar de Tasmania, así como a lo largo de la costa oriental desde la Gran Barrera de Coral del norte de Queensland hasta Sídney.